# Advanced Technology Extended

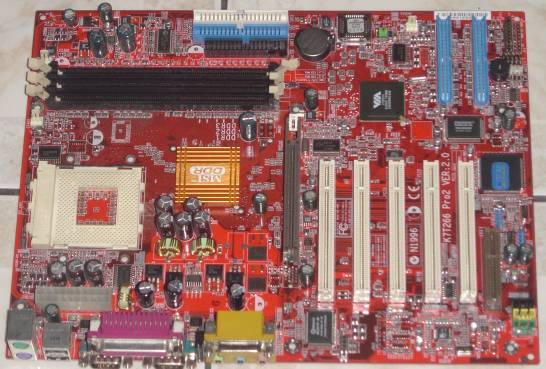
Ett MSI K7T266 ATX-moderkort

Advanced Technology Extended (ATX) är en formfaktor och industristandard för moderkort i PC, i nya Macintosh samt standard för nätdelar. ATX är den numera vanligast förekommande standarden för pc-datorer. En föreslagen ersättare är Intels BTX-standard, som dock inte har blivit speciellt populär bland personer som bygger sina egna datorer på grund både av att det inte finns speciellt mycket komponenter för BTX-standarden och även för att Intel utvecklade standarden vid en tidpunkt då AMD var mer populärt bland datorbyggare och datorentusiaster som använder ATX. Dock använder vissa datortillverkare (till exempel Dells Dimension-serie) BTX i vissa av sina datorer.
De officiella specifikationerna för ATX som först släpptes av Intel 1995 har blivit uppdaterade och omgranskade ett flertal gånger sedan dess. De senaste specifikationerna för ATX släpptes 2004 och är version 2.2.

## Varianter av ATX
Det finns många varianter på ATX som använder samma standard för nätaggregaten, monteringshål och I/O-kontakternas placering på moderkortets bakplåt. Chassin som huvudsakligen är konstruerade för ett fullstort ATX-moderkort kan även ha monteringshål anpassade för Micro-ATX, vilket gör att alla chassin som är till för ATX även passar för Micro-ATX, men dock inte tvärtom då Micro-ATX-chassin tenderar att vara mindre.

ATX-storlekar i jämförelse

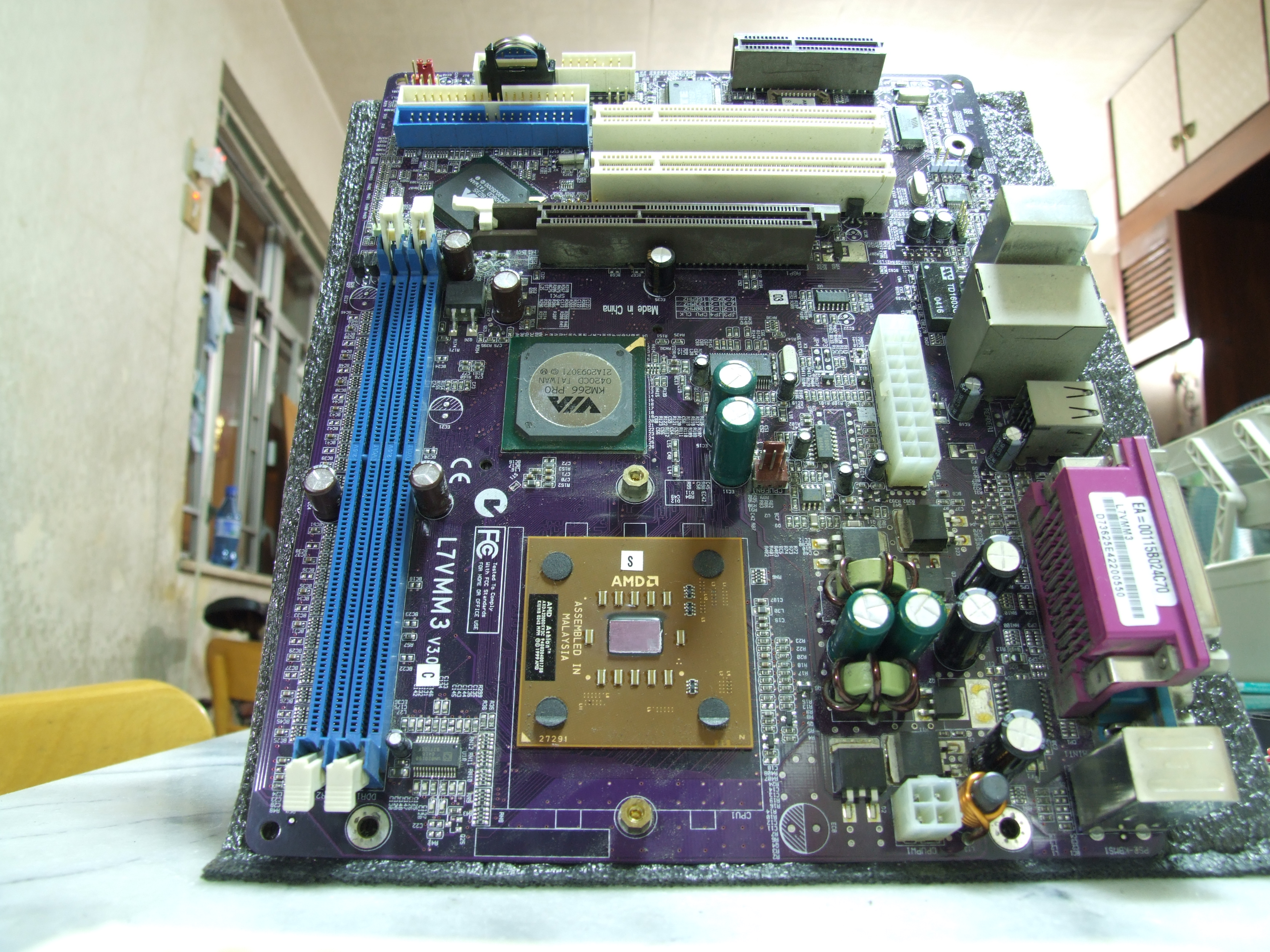
Ett ECS L7VMM3 Micro-ATX moderkort

|                         | Höjd                 | Djup                  | Färg på jämförelsebilden |
| - FlexATX               | 228,6 mm (9,0 inch)  | 190,5 mm (7,5 inch)   |                          |
| - microATX              | 243,8 mm (9,6 inch)  | 243,8 mm (9,6 inch)   |                          |
| - EmbATX (embedded ATX) | 243,8 mm (9,6 inch)  | 243,8 mm (9,6 inch)   |                          |
| - Mini-ATX              | 284,5 mm (11,2 inch) | 208,3 mm (8,2 inch)   |                          |
| - Standard ATX          | 304,8 mm (12,0 inch) | 243,8 mm (9,6 inch)   |                          |
| - EATX (extended ATX)   | 304,8 mm (12,0 inch) | 330,2 mm (13,0 inch)  |                          |
| - HTPX                  | 345,4 mm (13,6 inch) | 381,0 mm (15,0 inch)  | Inte med på bilden       |
| - WTX (workstation ATX) | 355,6 mm (14,0 inch) | 425,4 mm (16,75 inch) |                          |

## Äldre PC-standarder
- PC
- PC junior
- XT
- AT